# Joachim Schepke
Joachim Schepke (ur. 8 marca 1912 we Flensburgu, zm. 17 marca 1941 na północnym Atlantyku) – niemiecki dowódca U-Bootów podczas II wojny światowej, jeden z asów wojny podwodnej.
Do służby w Reichsmarine wstąpił w 1930 roku, dowodził okrętami podwodnymi U-3, U-19 oraz U-100. Czasowo pracował także na innych stanowiskach w 1. Flotylli U-Bootów „Weddingen” oraz w szkole technicznej U-Bootów Baubelehrung. Zginął na U-100 17 marca 1941 roku na południowy wschód od Islandii. W swojej karierze zatopił 37 statków o łącznej pojemności 155 882 BRT i uszkodził 4 dalsze.
24 września 1940 roku odznaczony Krzyżem Rycerskim jako 32. w Kriegsmarine i 14. w U-Bootwaffe. 1 grudnia 1940 roku otrzymał Liście Dębu jako 7. w Wehrmachcie, 3. w Kriegsmarine i 3. w U-Bootwaffe.

## Kariera
W 1930 roku Joachim Schepke wstąpił do szkoły marynarki wojennej w rodzinnym Flensburgu. Po jej ukończeniu służył przez pewien czas na okręcie pancernym „Deutschland”.
Od października 1935 roku do stycznia 1936 roku przechodził szkolenie pływania podwodnego, po czym został 1. oficerem wachtowym na U-13, którą to funkcję pełnił do października 1936 roku. Objął wówczas stanowisko III oficera w szkole marynarki w Stralsundzie, na którym pozostawał do marca 1937 roku. Od marca 1937 roku do października 1938 roku pełnił funkcję instruktora w szkole torpedowej we Flensburg-Mürwik.
Swój pierwszy okręt podwodny otrzymał 29 października 1938 roku, kiedy objął stanowisko dowódcy U-3 typu IIA. Na nim odniósł swe pierwsze wojenne sukcesy, zatapiając do stycznia 1940 roku dwa statki. Od 3 stycznia do 30 kwietnia 1940 roku był dowódcą U-19 typu IIB, zatapiając podczas pięciu patroli bojowych kolejne dziewięć statków. W lutym 1940 roku został odznaczony Krzyżem Żelaznym I klasy.
Od 1 do 18 maja 1940 roku służył w 1. Flotylli U-Bootów „Weddingen” po czym został skierowany nad Bałtyk, gdzie od 19 do 29 maja 1940 przebywał w szkole technicznej U-Bootów Baubelehrung. Kolejnym okrętem w karierze Schepkego był U-100 typu VIIB, którym dowodził od 30 maja 1940 roku. Na nim odniósł największe sukcesy, już podczas pierwszego patrolu w sierpniu 1940 roku zatapiając sześć statków i uszkadzając kolejny. W nocy z 22 na 23 września, podczas ataku na konwój HX 72, zatopił w ciągu czterech godzin siedem statków o pojemności 50 300 BRT. Za ten wyczyn otrzymał Krzyż Rycerski. Do końca 1940 roku zatopił dalszych 13 jednostek, osiągając łącznie liczbę 37 zatopionych statków o łącznej pojemności 155 882 BRT, co postawiło go w jednym rzędzie z takimi asami wojny podwodnej jak Otto Kretschmer i Günther Prien. W grudniu 1940 roku został udekorowany Dębowymi Liśćmi do Krzyża Rycerskiego.
Nonszalancki styl bycia i ubierania się przyniósł Schepkemu przydomek Ihrer Majestät bestaussehender Offizier („Najlepiej wyglądający oficer Jego Wysokości”). Był popularny w społeczeństwie, jeszcze w 1940 roku opublikował książkę o swojej morskiej karierze, U-Boot-Fahrer von heute. Erzählt und gezeichnet von einem U-Boot-Kommandanten. W lutym 1941 roku przemawiał do tłumów młodych ludzi w Pałacu Sportów w Berlinie.
Kolejny patrol rozpoczął się 13 marca 1941 roku. 16 marca wieczorem, na południowy wschód od Islandii, Schepke dotarł w pobliże wykrytego wcześniej konwoju HX 112. Około 1.30 w nocy 17 marca został wykryty przez dwa brytyjskie niszczyciele, „Walker” i „Vanoc” z 5. Grupy Eskortowej dowodzonej przez komandora Donalda Macintyre’a.
Gdy trafiony przez bomby głębinowe U-100 wynurzył się w celu oceny uszkodzeń, „Vanoc” staranował go i zatopił. Joachim Schepke, który znajdował się wówczas na mostku kapitańskim, zginął wraz z 49 członkami swojej załogi.